# Малахитовая улица (Москва)
Малахи́товая улица — улица на севере Москвы, в Ростокино Северо-Восточного административного округа между проспектом Мира и железнодорожной линией вблизи платформы «Яуза». Названа в 1967 году по известному сборнику произведений  П. П. Бажова «Малахитовая шкатулка» (улица Бажова находится рядом и пересекает Малахитовую).

## Расположение
Малахитовая улица начинается от проспекта Мира у 2-го Ростокинского моста, проходит на юго-восток параллельно Ростокинской улице, пересекает улицу Бажова, Будайскую улицу и заканчивается у железнодорожной платформы «Яуза» Ярославского направления МЖД. Выезд на проспект Мира — под мостом.

## Учреждения и организации
По нечётной стороне:
- № 3 — Студия звукозаписи «Дримпорт»;
- № 15 — школа № 352;
- № 17, строение 1 — НПК «Современные биотехнологии»;
- № 27 —  Московская акционерная производственно-коммерческая фирма «Зонт»;

По чётной стороне:
- № 4Б — детский сад № 1247;
- № 8, корпус 3 — универсам «Утконос»;
- № 12, корпус 1 — детский сад № 1980;
- № 14, строение 1 — торговый центр «Яуза»;
- № 16 — медсанчасть № 33 ГУ Департамента Здравоохранения г.Москвы (стационар, морг);
- № 18 — медсанчасть № 33 ГУ Департамента Здравоохранения г.Москвы, поликлиника.